# Slovenský hydrometeorologický ústav
Slovenský hydrometeorologický ústav (zkráceně SHMÚ) je ústav zaměřený na shromažďování informací o vodstvu a ovzduší na území Slovenska, poskytuje informace (např. i předpověď počasí) o jejich stavu a věnuje se i studiu a popisu dějů v atmosféře a hydrosféře.

## Historie
První měření teploty ovzduší na Slovensku probíhala už v 18. století. Mezi první pozorovatele patřil Ján Adam Raymann z Prešova. Systematická měření vykonával jako první Ústřední ústav pro meteorologii a geodynamiku ve Vídni přibližně od poloviny 19. století. V roce 1870 pokračoval v měřeních Ústřední ústav pro meteorologii a zemský magnetismus v Budapešti Po vzniku Československa bylo v roce 1919 Bratislavě založeno Hydrografické oddělení Krajinského úradu. Meteorologická pozorování řídil Státní ústav meteorologický v Praze. V roce 1939 vzniklo „Ústredie slovenskej poveternostnej služby“, které se následně sloučilo s Hydrografickým oddělením Krajinského úradu, čímž vznikl „Štátny hydrologický a meteorologický ústav“. Po skončení druhé světové války byl v roce 1954 v Praze vytvořen Hydrometeorologický ústav, který měl i svou pobočku v Bratislavě. Samostatný ústav vznikl 1. ledna 1969 jako Hydrometeorologický ústav.. V roce 1982 byl přejmenován na Slovenský hydrometeorologický ústav.
Na jaře 2011 zaznamenal ústav týdenní výpadek poskytování on-line služeb pro veřejnost (od 14. do 21. dubna). Služby nebyly k dispozici v důsledku kombinace výpadků hlavního a několika komunikačních serverů. Porucha byla důsledkem dlouhodobého podfinancování ústavu, který už delší dobu vyžadoval obnovu technického zařízení.